# Tuakau
Tuakau Új-Zéland egyik városa. Az Északi-szigeten helyezkedik el Waikato régióban, azon belül is Waikato kerületben. A 4182  fős város 53 kilométerre fekszik Aucklandtől délkeletre, és 9 kilométerre nyugatra található Pokeno városától. 
A városbeliek egyik legfőbb jövedelemforrása a mezőgazdaság, de számos lakos dolgozik a New Zealand Steel acélműben Glenbrookban.

## Története
1855-ben malom épült a településen. 1863-ban kitört az Új-Zélandi háborúk közül az első és az új-zélandi kormány Tuakauban állomásoztatta a Nagy-Britanniából ide hozott birodalmi csapatokat. A védelem megerősítése érdekében megépült a folyó mentén az Alexandra Redoubt erőd, majd a már létező várost, amely a Waikato-folyó mellé épült, elköltöztették 2 kilométerrel beljebb. 
A vasútépítés 1875-ben érte el Tuakaut és ekkor nyílt meg a tuakaui vasútállomás épülete is. 
1929. augusztus 23-án összeomlott a folyón átívelő fahíd, majd 1933. június 22-én átadták a 230 méter hosszú hidat, amely napjainkban is áll. A hidat a Jones & Adams vállalat építette 2015-ös árfolyamon számolva 2,9 millió dollár értékben. A híd korábban a 22-es főút részét képezte.

## Népesség
A város lakóinak száma 2013-ban 4182 fő volt, ami a 2006-os népszámlálást követően 19,5 százalékos emelkedés (plusz 681 fő) volt. A városban és környékén főleg európai származású emberek és maorik laknak.

## Oktatás
A város első számú általános iskolája a Tūākau Primary School, ahol Edmund Hillary és Hugh Poland is tanultak egykoron. A Harrisville Primary School általános iskola Tūākau északi részén fekszik. 

## Fordítás
Ez a szócikk részben vagy egészben  a   Tuakau című angol Wikipédia-szócikk ezen változatának fordításán alapul.  Az eredeti cikk szerkesztőit annak laptörténete sorolja fel. Ez a jelzés csupán a megfogalmazás eredetét és a szerzői jogokat jelzi, nem szolgál a cikkben szereplő információk forrásmegjelöléseként.